# Michelangelo Guggenheim
Moses Michelangelo Guggenheim (Venezia, 17 novembre 1837 – Venezia, 21 settembre 1914) è stato un collezionista d'arte e mercante italiano, considerato come il maggiore antiquario attivo a Venezia nella seconda metà dell’Ottocento e tra i più affermati in Italia insieme a Stefano Bardini e Giulio Sambon .

## Biografia
Nel 1858 aprì una bottega d’intaglio accanto al suo primo negozio di antichità in Calle dei Fuseri, presso Campo San Luca.
Nel 1877, quando si trasferì a Palazzo Balbi, il suo negozio divenne "Stabilimento per le Arti decorative ed industriali" e uno dei più produttivi della città.
Nel 1910 le rinomate manifatture di Guggenheim chiusero i battenti. Nel novembre del 1912, il figlio Giorgio Guggenheim mise all’asta a Parigi alcuni pezzi della collezione paterna e della galleria di vendita. Il resto delle opere fu venduto nel settembre del 1913. 
A lui è anche intitolato l'omonimo liceo artistico di Venezia fondato nel 1872.